# Leichtathletik-Weltmeisterschaften 2009/800 m der Frauen

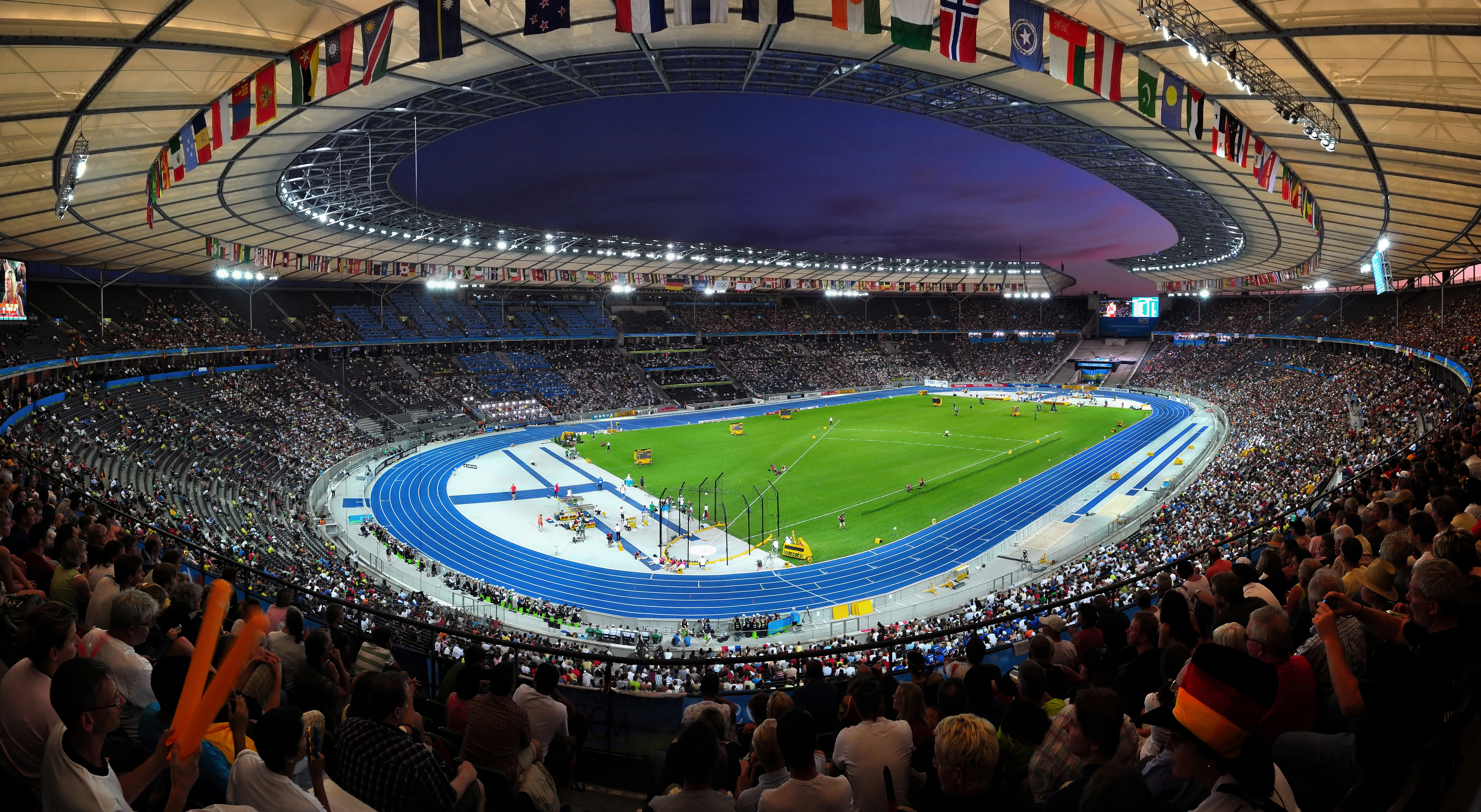
Das Berliner Olympiastadion während der Leichtathletik-Weltmeisterschaften

Der 800-Meter-Lauf der Frauen bei den Leichtathletik-Weltmeisterschaften 2009 wurde vom 16. bis 19. August 2009 im Olympiastadion der deutschen Hauptstadt Berlin ausgetragen.
Ihren ersten großen Erfolg als Weltmeisterin errang die Südafrikanerin Caster Semenya. Sie gewann vor der Titelverteidigerin, Olympiazweiten von 2008 und Afrikameisterin von 2006 Janeth Jepkosgei Busienei aus Kenia. Bronze ging an die Britin Jenny Meadows.

## Bestehende Rekorde
| Weltrekord | 1:53,28 min | Jarmila Kratochvílová | München, BR Deutschland       | 26. Juli 1983  |
| WM-Rekord  | 1:54,68 min | Jarmila Kratochvílová | WM 1983 in Helsinki, Finnland | 9. August 1983 |

Der seit den ersten Weltmeisterschaften 1983 bestehende WM-Rekord wurde auch bei diesen Weltmeisterschaften nicht erreicht.
Es wurden eine Weltjahresbestleistung sowie ein Landesrekord erzielt:
- Weltjahresbestleistung: 1:55,45 min – Caster Semenya (Südafrika), Finale am 19. August (damit nur um 77 Hundertstelsekunden über dem bestehenden Weltmeisterschaftsrekord)
- Landesrekord: 2:28,00 min – Aishath Reesha (Malediven), 3. Vorlauf am 16. August

## Geschlechtsstatusfrage
Immer wieder taucht im Zusammenhang mit der Athletin Caster Semenya die Frage nach dem Geschlechtsstatus auf. Hier handelt es sich um eine heikle Problematik, die Frage ist, wo sind die Grenzen zu setzen, wie sollen entsprechende Kontrollen gestaltet werden, inwieweit sind Athletinnen in ihrer Persönlichkeit beeinträchtigt oder verletzt. Auch in der Vergangenheit war die Frage nach dem Geschlechtsstatus immer wieder aktuell. In den 1930er Jahren ging es um den Deutschen Heinrich Ratjen, der als Hochspringerin unter dem Namen Dora Ratjen bei zahlreichen nationalen und internationalen Veranstaltungen teilweise sehr erfolgreich teilnahm. Alle seine Resultate wurden nach 1938 gestrichen. Allerdings war er im Gegensatz zu Caster Semenya eindeutig ein Mann.
In den 1960er Jahren wurde das Thema noch einmal aktuell im Zusammenhang mit den Geschwistern Irina und Tamara Press aus der Sowjetunion, bei denen die Vermutung auftauchte, dass sie Hermaphroditen seien. Beide verschwanden nach Einführung der damals sogenannten Sextests, die in der Leichtathletik erstmals bei den Europameisterschaften 1966 realisiert wurden.
Heute sind die Tests zur Feststellung des Geschlechtsstatus in ihrer früheren Form abgeschafft. Allerdings stellt sich auch heute wieder die Frage, wo die Grenzen für die Teilnahme von Athletinnen im Frauensport liegen, und es gibt durchaus auch kritische Stimmen zu einer Teilnahmeberechtigung für Caster Semenya.

## Doping
Hier gab es zwei Dopingfälle:
- Die im Halbfinale ausgeschiedene Russin Swetlana Kljuka wurde zusammen mit zwei weiteren russischen Athletinnen kurz vor den Olympischen Spielen 2008 wegen unerklärbarer Abweichungen in ihrem Biologischen Pass von der IAAF für zwei Jahre gesperrt. Kljukas seit dem 15. August 2009 erzielte Resultate wurden annulliert.
- Die Ergebnisse eines Nachtests der ebenfalls im Halbfinale ausgeschiedenen Ukrainerin Tetjana Petljuk waren positiv. Ihre Resultate über 800 Meter und mit der 4-mal-400-Meter-Staffel bei diesen Weltmeisterschaften wurden annulliert. Außerdem erhielt die Athletin eine zweijährige Sperre bis zum 19. Februar 2015.[7]

Benachteiligt wurden zwei Athletinnen, die sich aufgrund ihrer Leistungen für das Halbfinale qualifiziert hatten, dort wegen der vor ihnen liegenden Dopingbetrügerinnen jedoch nicht starten durften.
- Olga Cristea, Republik Moldau – qualifiziert aufgrund ihrer Platzierung im ersten Vorlauf
- Irina Krakowiak, Litauen – qualifiziert über die Zeitregel (zweiter Vorlauf)

## Vorrunde
Die Vorrunde wurde in sechs Läufen durchgeführt. Die ersten drei Athletinnen pro Lauf – hellblau unterlegt – sowie die darüber hinaus sechs zeitschnellsten Läuferinnen – hellgrün unterlegt – qualifizierten sich für das Viertelfinale.
Im ersten Vorlauf kam es zu einem Sonderfall. Die Kenianerin Janeth Jepkosgei Busienei war als Sechste zunächst weder über ihre Platzierung noch über ihre Zeit für die nächste Runde qualifiziert. Sie war jedoch durch eine Aktion der Siegerin dieses Laufs Caster Semenya behindert worden. Die Jury entschied nach Protest durch die kenianische Mannschaftsleitung, dass Janeth Jepkosgei Busienei als zusätzliche Läuferin im Halbfinale teilnehmen konnte. Dort qualifizierte sie sich auch für den Endlauf und wurde Vizeweltmeisterin.

### Vorlauf 1
16. August 2009, 10:10 Uhr
| Platz | Name                      | Nation     | Zeit (min)                                         |
| ----- | ------------------------- | ---------- | -------------------------------------------------- |
| 1     | Caster Semenya            | Südafrika  | 2:02,51                                            |
| 2     | Geena Gall                | USA        | 2:02,63                                            |
| 3     | Olga Cristea              | Moldau     | 2:03,99 eigentlich für das Halbfinale qualifiziert |
| 4     | Neisha Bernard-Thomas     | Grenada    | 2:04,55                                            |
| 5     | Madeleine Pape            | Australien | 2:05,85                                            |
| 6     | Janeth Jepkosgei Busienei | Kenia      | 2:12,81 für das Halbfinale zugelassen              |
| DOP   | Swetlana Kljuka           | Russland   | für das Halbfinale zugelassen                      |

### Vorlauf 2

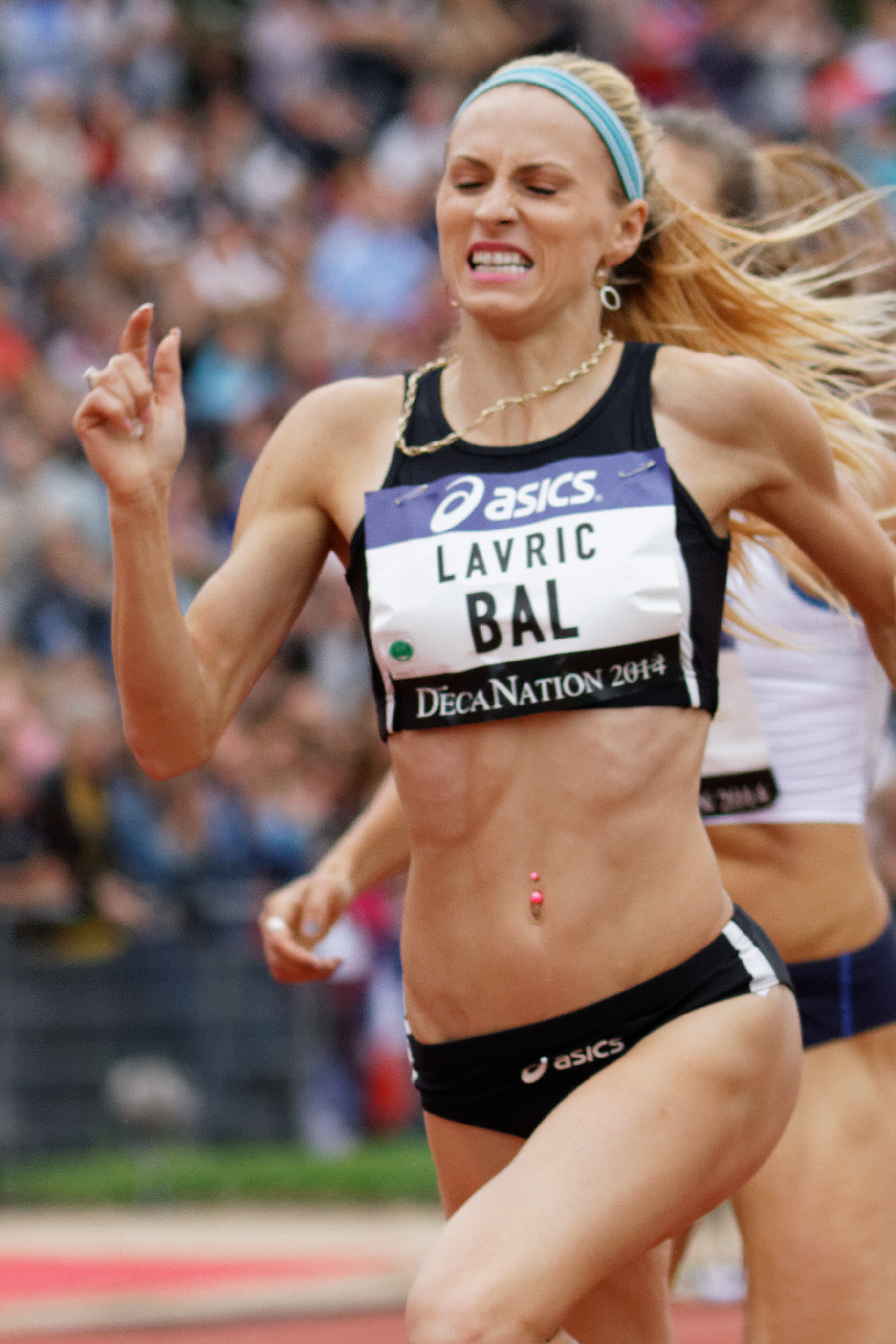
Mirela Lavric – ausgeschieden als Sechste in 2:04,49 min

| Platz | Name            | Nation         | Zeit (min)                                         |
| ----- | --------------- | -------------- | -------------------------------------------------- |
| 1     | Marija Sawinowa | Russland       | 2:02,27                                            |
| 2     | Jemma Simpson   | Großbritannien | 2:03,33                                            |
| 3     | Mayte Martínez  | Spanien        | 2:03,39                                            |
| 4     | Élodie Guégan   | Frankreich     | 2:03,87                                            |
| 5     | Irina Krakowiak | Litauen        | 2:04,26 eigentlich für das Halbfinale qualifiziert |
| 6     | Mirela Lavric   | Rumänien       | 2:04,49                                            |
| 7     | Leonor Piuza    | Mosambik       | 2:08,08                                            |

### Vorlauf 3
| Platz | Name            | Nation         | Zeit (min)                                             |
| ----- | --------------- | -------------- | ------------------------------------------------------ |
| 1     | Julija Krewsun  | Ukraine        | 2:02,20                                                |
| 2     | Jenny Meadows   | Großbritannien | 2:02,47                                                |
| 3     | Hazel Clark     | USA            | 2:02,67                                                |
| 4     | Lucia Klocová   | Slowakei       | 2:02,98                                                |
| 5     | Marian Burnett  | Guyana         | 2:03,89                                                |
| 6     | Yeliz Kurt      | Türkei         | 2:13,42                                                |
| 7     | Aishath Reesha  | Malediven      | 2:28,00 NR                                             |
| DSQ   | Sanaa Abubkheet | Palästina      | IAAF Rule 163.5 – Bahnverlassen vor der Übergangslinie |

### Vorlauf 4
16. August 2009, 10:38 Uhr
| Platz | Name                 | Nation       | Zeit (min) |
| ----- | -------------------- | ------------ | ---------- |
| 1     | Elisa Cusma Piccione | Italien      | 2:02,33    |
| 2     | Anna Rostkowska      | Polen        | 2:02,37    |
| 3     | Halima Hachlaf       | Marokko      | 2:02,46    |
| 4     | Jelena Kofanowa      | Russland     | 2:02,49    |
| 5     | Lenka Masná          | Tschechien   | 2:03,32    |
| 6     | Eleni Filandra       | Griechenland | 2:06,39    |
| 7     | Natalia Gallego      | Andorra      | 2:18,75    |

### Vorlauf 5

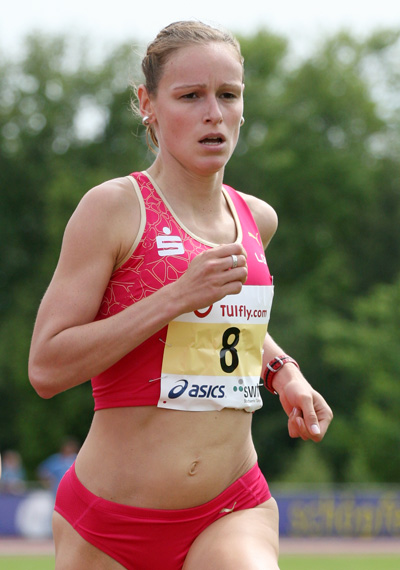
Jana Hartmann – ausgeschieden als Fünfte in 2:04,99 min
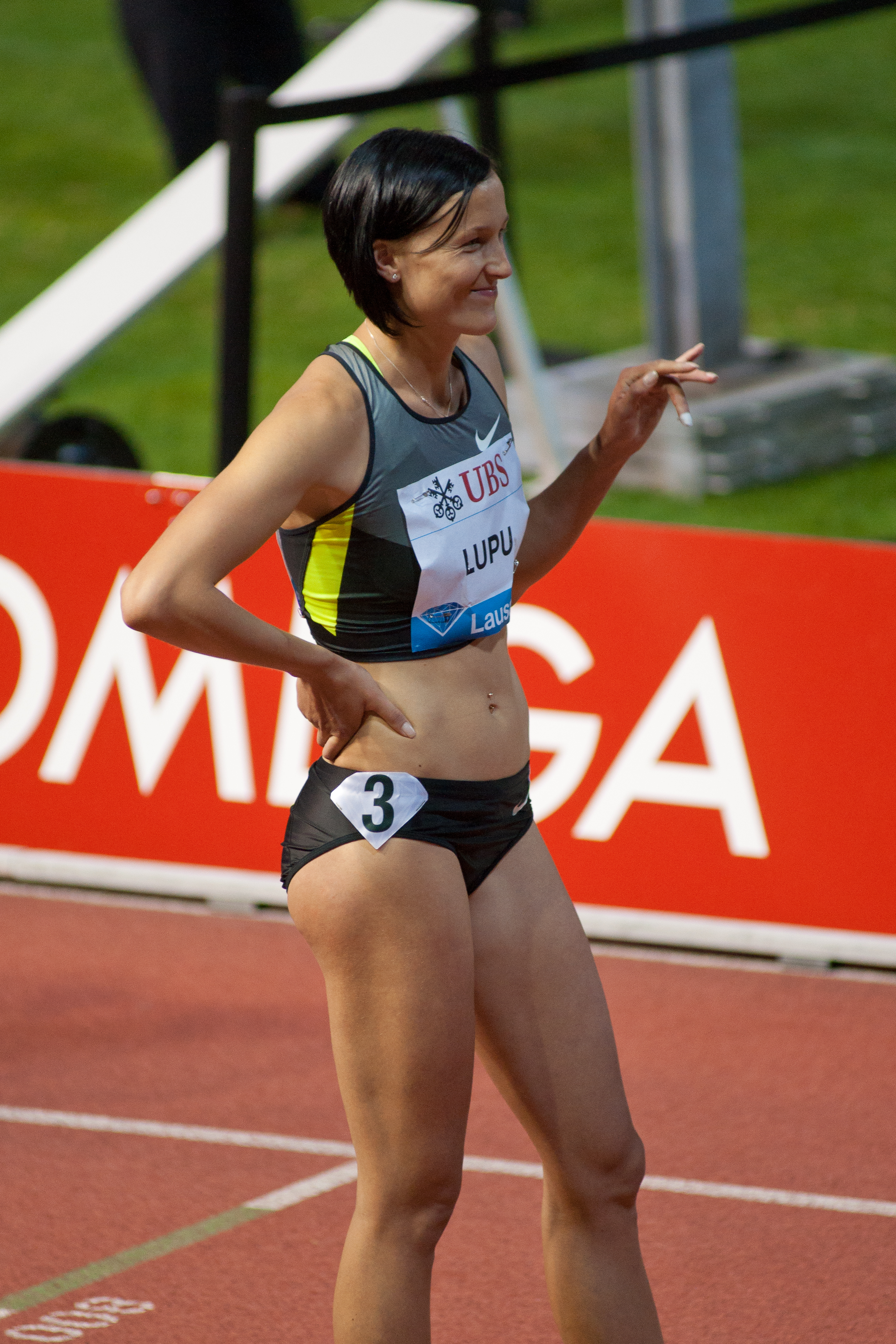
Natalija Lupu – ausgeschieden als Sechste in 2:06,74 min

16. August 2009, 10:38 Uhr
| Platz | Name           | Nation          | Zeit (min) |
| ----- | -------------- | --------------- | ---------- |
| 1     | Pamela Jelimo  | Kenia           | 2:03,50    |
| 2     | Maggie Vessey  | USA             | 2:04,07    |
| 3     | Kenia Sinclair | Jamaika         | 2:04,52    |
| 4     | Rosibel García | Kolumbien       | 2:04,73    |
| 5     | Jana Hartmann  | Deutschland     | 2:04,99    |
| 6     | Natalija Lupu  | Ukraine         | 2:06,74    |
| 7     | Salome Dell    | Papua-Neuguinea | 2:08,22    |

### Vorlauf 6

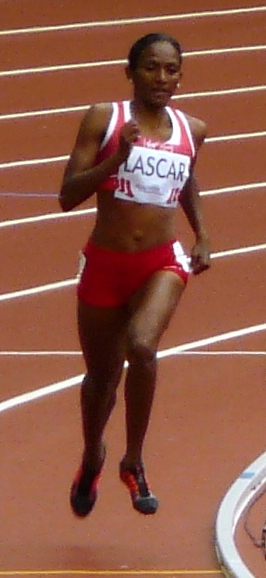
Annabelle Lascar – ausgeschieden als Fünfte in 2:06,53 min
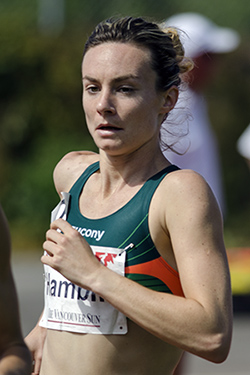
Nikki Hamblin – ausgeschieden als Sechste in 2:31,94 min

16. August 2009, 10:45 Uhr
| Platz | Name             | Nation         | Zeit (min)                    |
| ----- | ---------------- | -------------- | ----------------------------- |
| 1     | Zulia Calatayud  | Kuba           | 2:02,33                       |
| 2     | Hasna Benhassi   | Marokko        | 2:02,83                       |
| 3     | Marilyn Okoro    | Großbritannien | 2:03,07                       |
| 4     | Daniela Reina    | Italien        | 2:06,30                       |
| 5     | Annabelle Lascar | Mauritius      | 2:06,53                       |
| 6     | Nikki Hamblin    | Neuseeland     | 2:31,94                       |
| DOP   | Swetlana Kljuka  | Russland       | für das Halbfinale zugelassen |

## Halbfinale
In den drei Halbfinalläufen qualifizierten sich die jeweils ersten beiden Athletinnen – hellblau unterlegt – sowie die darüber hinaus zwei zeitschnellsten Läuferinnen – hellgrün unterlegt – für das Finale.
Durch die zusätzliche Zulassung der Kenianerin Janeth Jepkosgei Busienei zum Halbfinale war in dieser Runde insgesamt eine Läuferin mehr beteiligt als eigentlich vorgesehen. So waren im zweiten Halbfinalrennen neun statt der üblichen acht Teilnehmerinnen am Start.

### Halbfinallauf 1
17. August 2009, 19:30 Uhr
| Platz | Name            | Nation         | Zeit (min) |
| ----- | --------------- | -------------- | ---------- |
| 1     | Marija Sawinowa | Russland       | 1:59,30    |
| 2     | Julija Krewsun  | Ukraine        | 1:59,38    |
| 3     | Mayte Martínez  | Spanien        | 1:59,72    |
| 4     | Hasna Benhassi  | Marokko        | 2:00,06    |
| 5     | Jemma Simpson   | Großbritannien | 2:00,57    |
| 6     | Geena Gall      | USA            | 2:01,30    |
| 7     | Zulia Calatayud | Kuba           | 2:01,53    |
| 8     | Élodie Guégan   | Frankreich     | 2:04,34    |

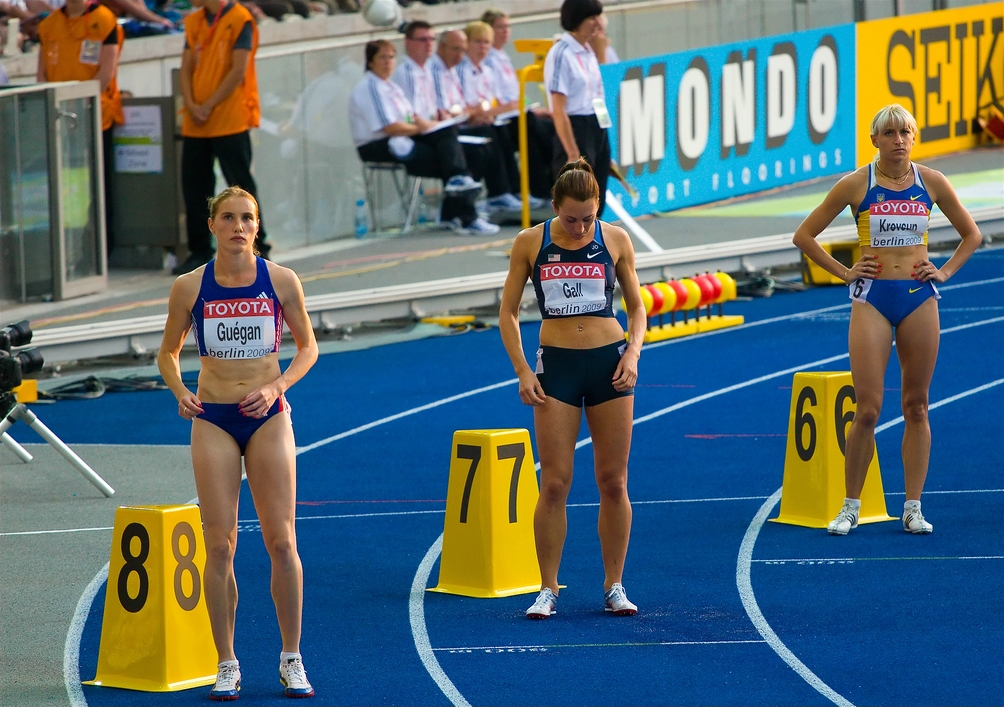
Start zum ersten Halbfinale (v. l. n. r.): Élodie Guégan, Geena Gall, Julija Krewsun

Im ersten Halbfinale ausgeschiedene Läuferinnen:

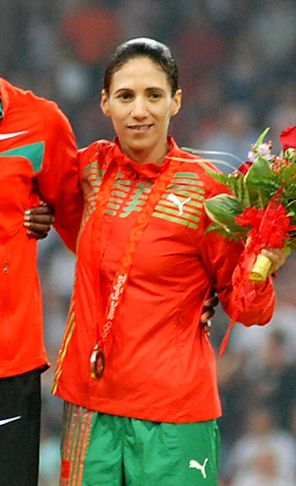
Hasna Benhassi, dreifache Silbermedaillengewinnerin (OS 2004, WM 2005, WM 2007) – Rang vier in 2:00,06 min
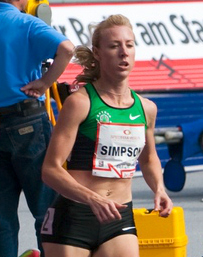
Jemma Simpson Rang fünf in 2:00,57 min
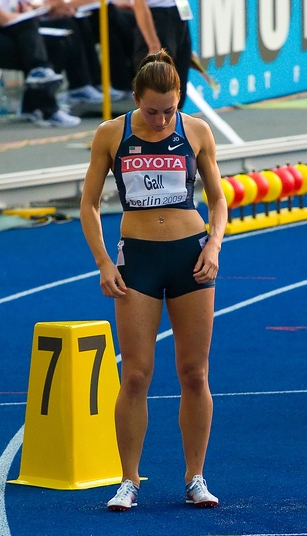
Geena Gall Rang sechs in 2:01,30 min
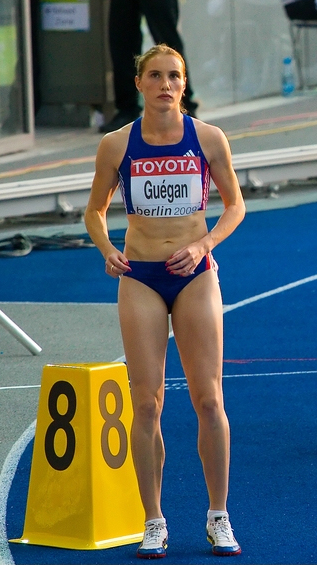
Élodie Guégan Rang acht in 2:04,34 min

### Halbfinallauf 2
17. August 2009, 19:38 Uhr
| Platz | Name                      | Nation         | Zeit (min) |
| ----- | ------------------------- | -------------- | ---------- |
| 1     | Caster Semenya            | Südafrika      | 1:58,66    |
| 2     | Jenny Meadows             | Großbritannien | 1:59,45    |
| 3     | Janeth Jepkosgei Busienei | Kenia          | 1:59,47    |
| 4     | Hazel Clark               | USA            | 1:59,96    |
| 5     | Lucia Klocová             | Slowakei       | 2:01,56    |
| 6     | Marian Burnett            | Guyana         | 2:02,75    |
| DNF   | Halima Hachlaf            | Marokko        |            |
| DOP   | Swetlana Kljuka           | Russland       |            |
| DOP   | Tetjana Petljuk           | Ukraine        |            |

Im zweiten Halbfinale ausgeschiedene Läuferinnen:

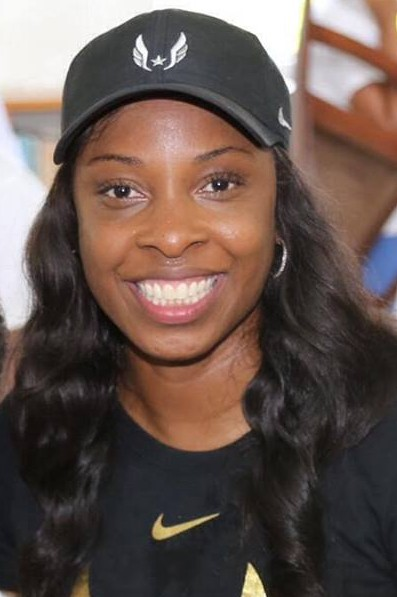
Hazel Clark Rang vier in 1:59,96 min
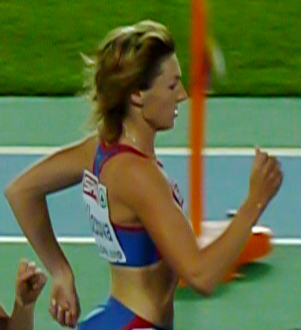
Lucia Klocová Rang fünf in 2:01,56 min
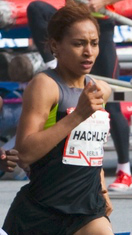
Halima Hachlaf Rennen nicht beendet
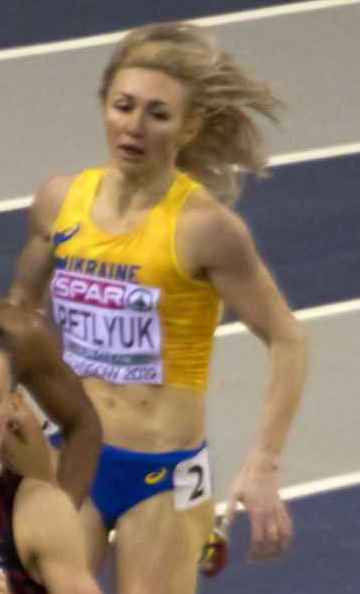
Tetjana Petljuk – wegen Verstoßes gegen die Antidopingbestimmungen disqualifiziert

### Halbfinallauf 3
17. August 2009, 19:46 Uhr
| Platz | Name                 | Nation         | Zeit (min) |
| ----- | -------------------- | -------------- | ---------- |
| 1     | Elisa Cusma Piccione | Italien        | 2:00,62    |
| 2     | Marilyn Okoro        | Großbritannien | 2:01,01    |
| 3     | Anna Rostkowska      | Polen          | 2:01,40    |
| 4     | Jelena Kofanowa      | Russland       | 2:02,02    |
| 5     | Kenia Sinclair       | Jamaika        | 2:02,31    |
| 6     | Lenka Masná          | Tschechien     | 2:02,55    |
| 7     | Maggie Vessey        | USA            | 2:03,55    |
| DNF   | Pamela Jelimo        | Kenia          |            |

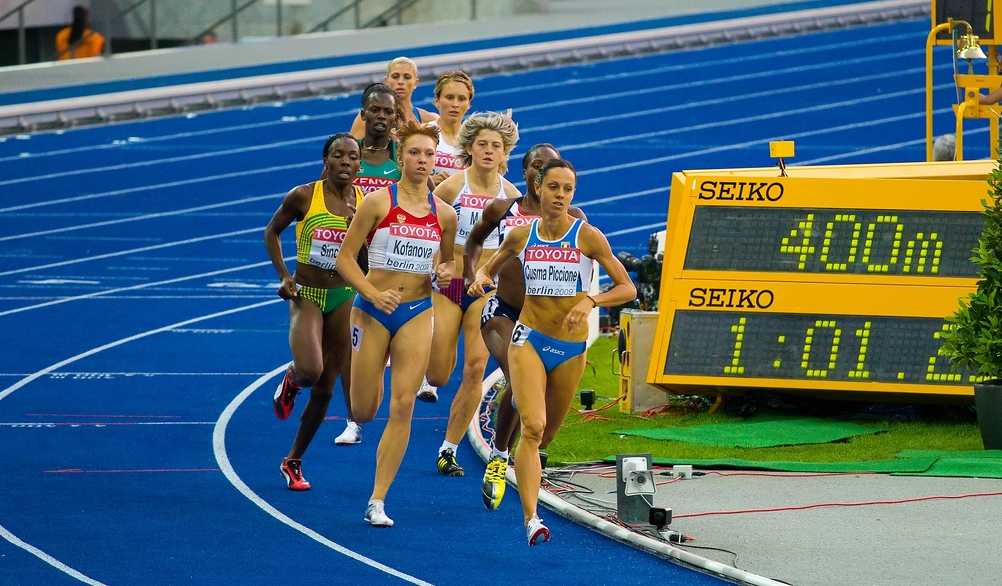
Drittes Halbfinale, Läuferinnen eingangs der Schlussrunde

Im dritten Halbfinale ausgeschiedene Läuferinnen:

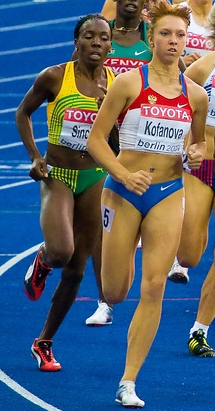
Jelena Kofanowa Rang vier in 2:02,02 min
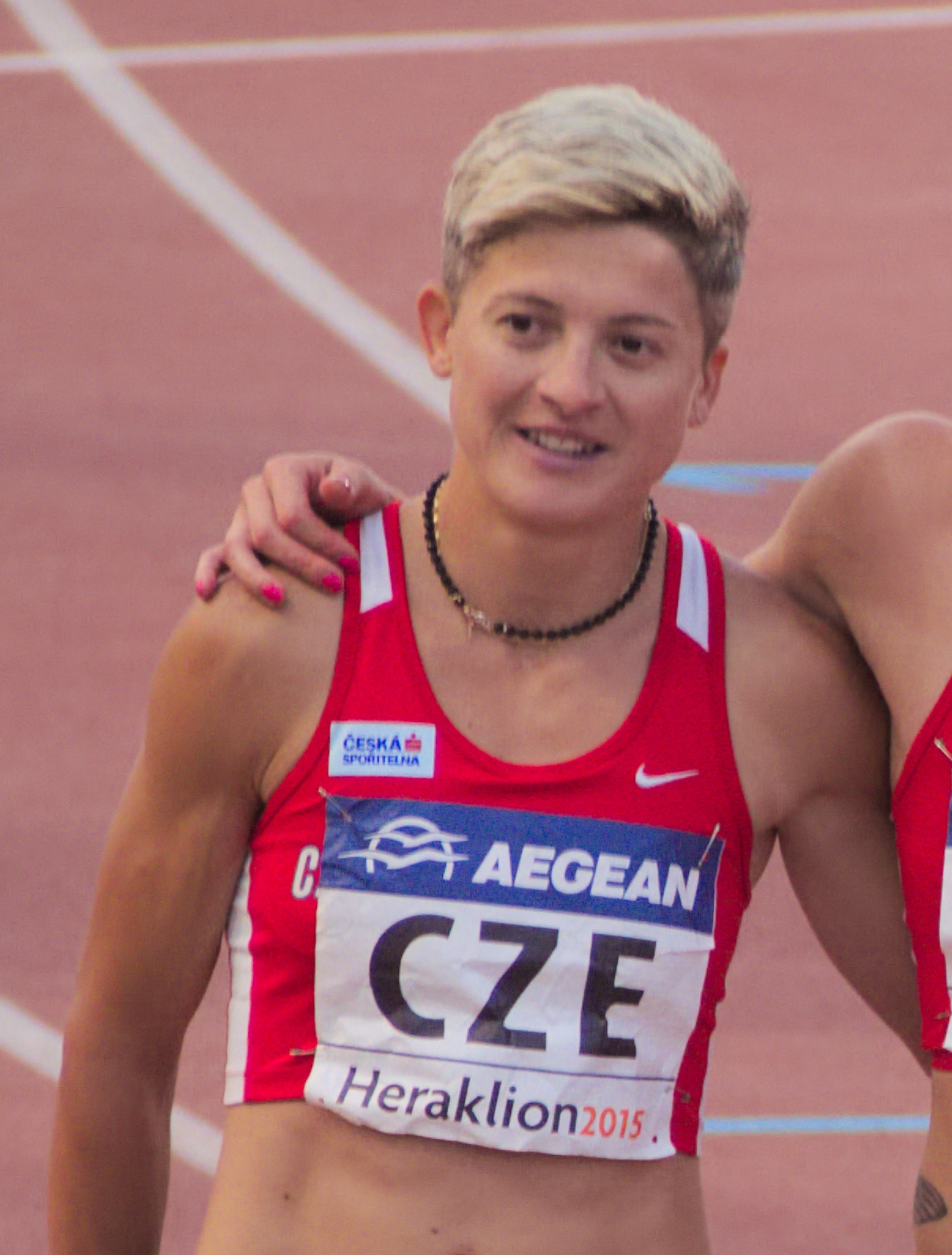
Lenka Masná Rang sechs in 2:02,55 min
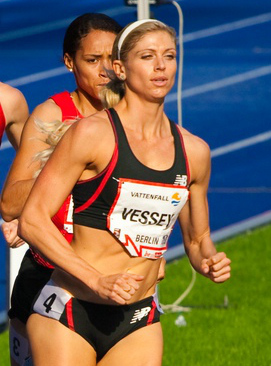
Maggie Vessey Rang sieben in 2:03,55 min
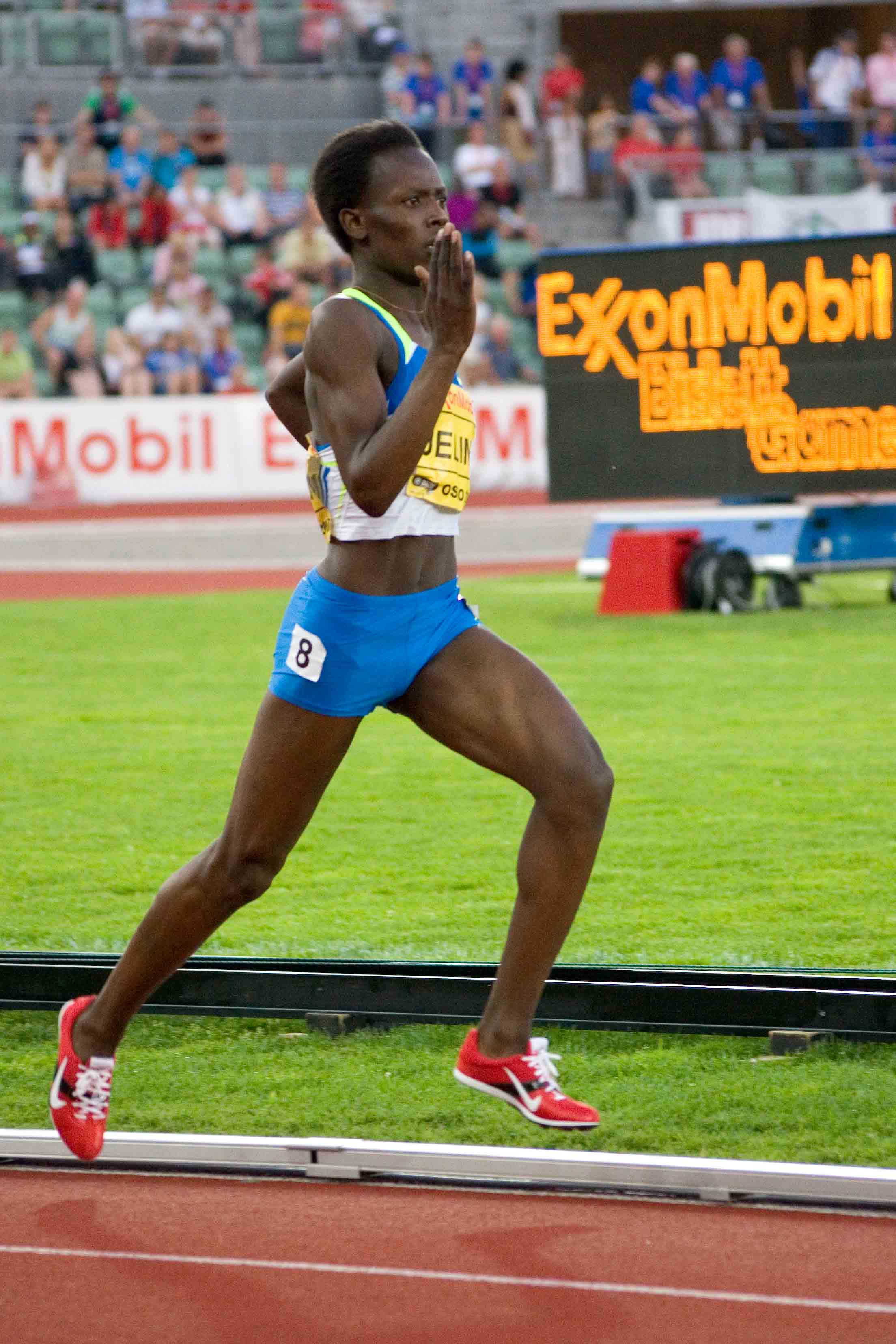
Pamela Jelimo – Rennen nicht beendet

## Finale

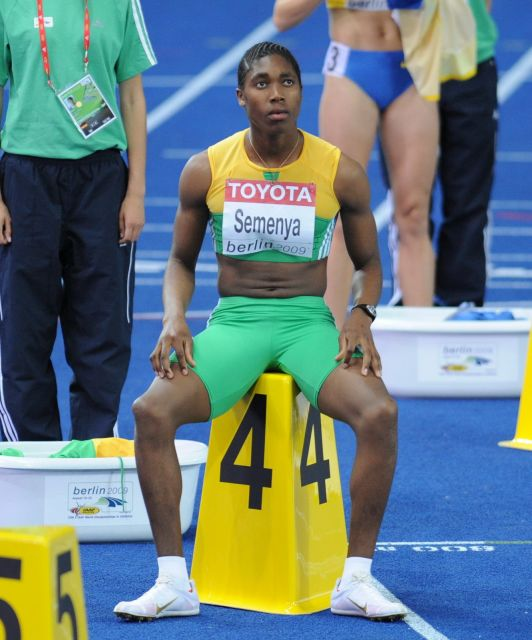
Weltmeisterin Caster Semenya kurz vor dem Finalstart

18. August 2009, 21:35 Uhr
| Platz | Name                      | Nation         | Zeit (min) |
| ----- | ------------------------- | -------------- | ---------- |
| 1     | Caster Semenya            | Südafrika      | 1:55,45 WL |
| 2     | Janeth Jepkosgei Busienei | Kenia          | 1:57,90    |
| 3     | Jenny Meadows             | Großbritannien | 1:57,93    |
| 4     | Julija Krewsun            | Ukraine        | 1:58,00    |
| 5     | Marija Sawinowa           | Russland       | 1:58,68    |
| 6     | Elisa Cusma Piccione      | Italien        | 1:58,81    |
| 7     | Mayte Martínez            | Spanien        | 1:58,81    |
| 8     | Marilyn Okoro             | Großbritannien | 2:00,32    |

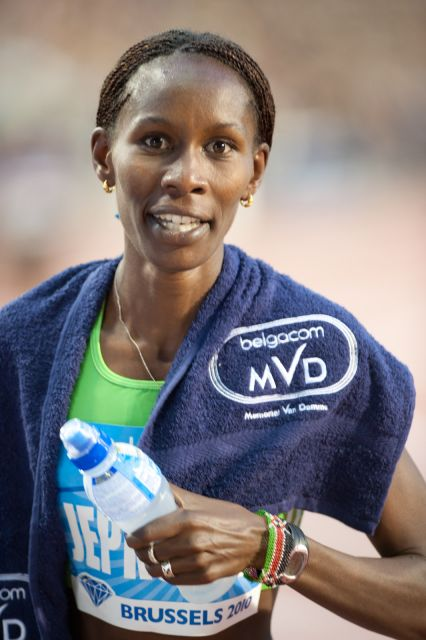
Wie bei Olympia 2008 gab es Silber für die Titelverteidigerin Janeth Jepkosgei Busienei
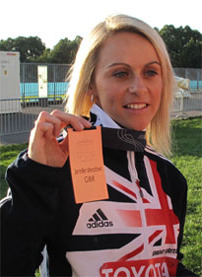
Jenny Meadows mit ihrer Bronzemedaille
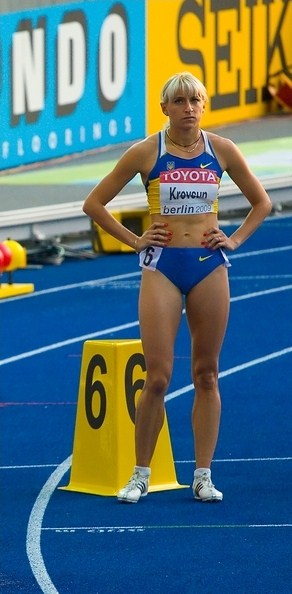
Julija Krewsun, hier am Start zu ihrem Halbfinalrennen, belegte Rang vier
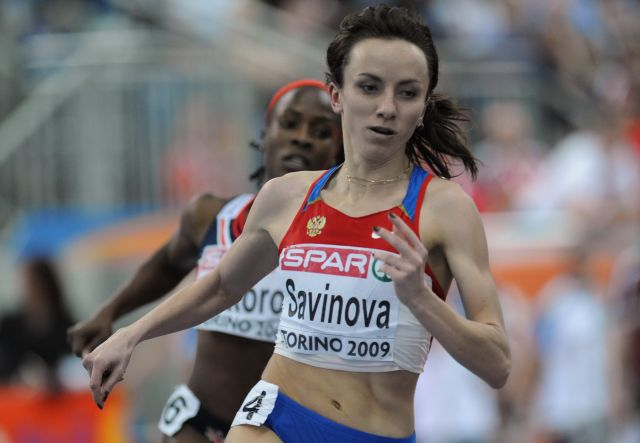
Marija Sawinowa kam auf den fünften Platz
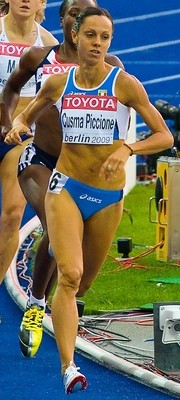
Elisa Cusma Piccione wurde Sechste
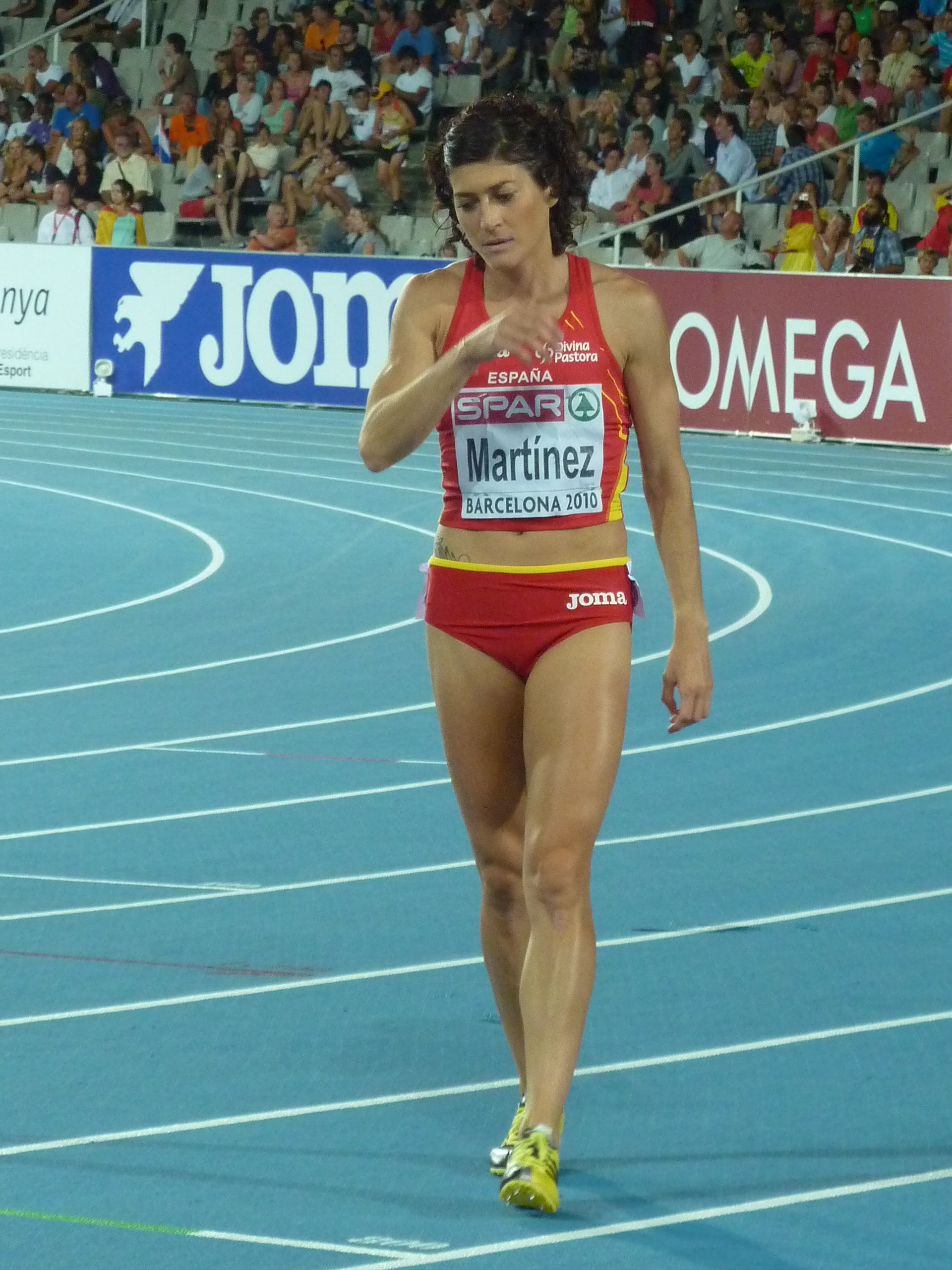
Die WM-Bronzemedaillengewinnerin von 2007 Mayte Martínez erreichte Platz sieben
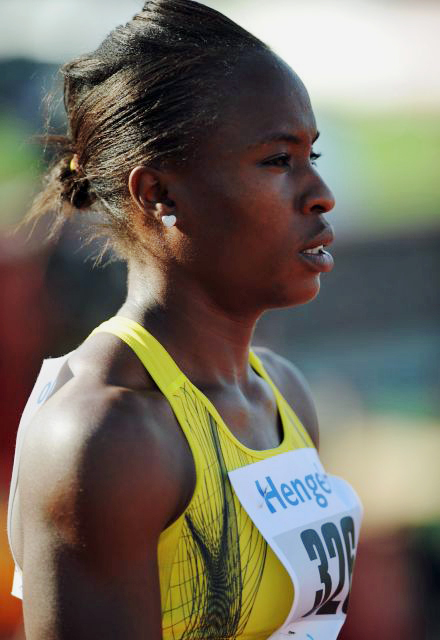
Rang acht für Marilyn Okoro

## Video
- 800m Women Final - World Championship Berlin 2009, youtube.com, abgerufen am 2. Dezember 2020